# Умершие в январе 1997 года
Это список известных людей, соответствующих установленным критериям значимости (см. Википедия:Критерии значимости персоналий), умерших в январе 1997 года.
Причина смерти указывается лишь в исключительных случаях (убийство, самоубийство, гибель в результате военных действий, смертная казнь, ДТП или несчастные случаи). В остальных случаях — не указывается.
- 1 января — Антонина Васильева (86) — артистка балета, педагог, народная артистка Украинской ССР.
- 1 января — Иван Панов (82) — Полный кавалер Ордена славы.
- 2 января — Николай Кузнецов (74) — подполковник Советской Армии, участник Великой Отечественной войны, Герой Советского Союза.
- 2 января — Борис Шелев (72) — Полный кавалер Ордена славы.
- 3 января — Израиль Вермель (72) — профессор кафедры криминалистики Свердловского юридического института.
- 3 января — Михаил Геллер (74) — историк, публицист, писатель, критик, диссидент.
- 3 января — Евгений Маймин (75) — советский и российский литературовед.
- 4 января — Юрис Каминскис (53) — советский и латвийский актёр театра и кино.
- 4 января — Василий Козловский (76) — полковник Советской Армии, участник Великой Отечественной войны, Герой Советского Союза.
- 4 января — Иван Фатеев (73) — участник Великой Отечественной войны, Герой Советского Союза.
- 5 января — Константин Ворона (71) — металлург машиностроительного завода «Прогресс», г. Бердичев.
- 5 января — Василий (Пронин) — русский православный церковный деятель и учёный, архимандрит.
- 7 января — Абузар Низаев (82) — Полный кавалер Ордена славы.
- 7 января — Давид Прицкер (79) — советский и российский историк, доктор исторических наук.
- 7 января — Павел Самсонов (76) — штурман 723-го штурмового авиационного полка 211-й штурмовой авиационной дивизии 3-й воздушной армии 1-го Прибалтийского фронта, капитан.
- 7 января — Леонид Эльгудин (71) — сельскохозяйственный деятель, участник Великой Отечественной войны, Герой Социалистического Труда.
- 8 января — Вадим Оболенский (82) — советский ватерполист.
- 8 января — Альберт Фурсеев (70) — российский советский живописец.
- 9 января — Михаил Сурмач (83) — участник Великой Отечественной войны, Герой Советского Союза.
- 9 января — Василий Федотов (81) — участник Великой Отечественной войны, Герой Советского Союза.
- 10 января — Иван Князев (83) — советский боксёр.
- 10 января — Дмитрий Некрасов (76) — участник Великой Отечественной войны, Герой Советского Союза.
- 10 января — Галина Соколова (56) — советская и российская актриса и поэтесса, Заслуженная артистка России, прима театра «Современник».
- 10 января — Александер Тодд (89) — английский химик-органик, член Лондонского королевского общества (1942), лауреат Нобелевской премии по химии (1957).
- 11 января — Николай Антошкин (74) — участник Великой Отечественной войны, Герой Советского Союза.
- 11 января — Павел Вышкинд (86) — советский фотограф.
- 11 января — Николай Сябро (75) — участник Великой Отечественной войны, Герой Советского Союза.
- 12 января — Николай Бармин (74) — Заслуженный артист Российской Федерации.
- 12 января — Пётр Василевский (88) — капитан Рабоче-крестьянской Красной Армии, участник Великой Отечественной войны, Герой Советского Союза.
- 12 января — Виктор Пекелис (75) — русский писатель, публицист, популяризатор науки.
- 12 января — Федерико Пизани (22) — итальянский футболист, нападающий; ДТП.
- 13 января — Руслан Стратонович (66) — один из создателей теории стохастических дифференциальных уравнений.
- 17 января — Саурбек Бакбергенов (76) — казахский писатель, публицист, переводчик, народный писатель Казахстана.
- 17 января — Александр Манусевич (83) — советский и российский историк.
- 18 января — Светлана Жгун (63) — советская российская актриса.
- 19 января — Джеймс Дикки (73) — американский поэт, писатель.
- 19 января — Иван Миценко (85) — певец и педагог.
- 19 января — Яков Николаев (80) — Полный кавалер Ордена Славы.
- 20 января — Тамара Макарова (89) — советская российская актриса, народная артистка СССР.
- 20 января — Всеволод Михельсон — советский учёный-филолог, доктор филологических наук, профессор.
- 22 января — Виктор Разин (71) — командир отделения 16-й гвардейской механизированной бригады 6-го гвардейского механизированного корпуса 4-й танковой армии 1-го Украинского фронта.
- 23 января — Людмила Марченко (56) — советская и российская актриса театра и кино.
- 23 января — Николай Стрелков (80) — участник Великой Отечественной войны, Герой Советского Союза.
- 24 января — Владимир Соколов (68) — русский советский поэт, эссеист, переводчик.
- 25 января — Бронислав Домбровский (79) — католический епископ, титулярный архиепископ Адрианотеры.
- 26 января — Варвара Сергеева (95) — советский и латвийский химик.
- 27 января — Александр Зархи (88) — русский советский драматург, кинорежиссёр.
- 27 января — Пётр Колесников (91) — Герой Социалистического Труда.
- 27 января — Анатолий Слисаренко (73) — советский и украинский кинорежиссёр.
- 27 января — Николай Сушанов (76) — участник Великой Отечественной войны, Герой Советского Союза.
- 30 января — Юрий Гудимов (60) — советский военный деятель, генерал-майор.
- 30 января — Мирзокосим Рустамов (79) — советский таджикский хозяйственный, государственный и политический деятель.
- 31 января — Илья Андрианов (78) — участник Великой Отечественной войны, Герой Советского Союза.
- 31 января — Антон Бондарь (83) — старшина Рабоче-крестьянской Красной Армии, участник Великой Отечественной войны, Герой Советского Союза.